# Nicolas Flamel
Nicolas Flamel (ca. 1330 – 1418) var en fransk skriver, boghandler og alkymist. Han siges at have fremstillet de vises sten og opnået udødelighed. Det fortælles efter hans død.

## Virkeligheden
Nicolas Flamel og hans kone levede for omkring 600 år siden i Paris. Flamel ejede en boghandel, og han kunne kunne lige få det til at løbe rundt. En nat havde han en drøm:  en engel gav ham en bog og sagde til ham: 
”Flamel, se godt på denne bog, du forstår intet af det, der står i den. Det gør andre heller ikke. Men en dag vil du se noget i den, som ingen andre vil kunne se.” Han tænkte længe over, hvad drømmen mon skulle betyde.

## Fortællingen
Nogle år efter fik Nicolas ved et tilfælde fat i bogen. Men det var en meget underlig bog. Siderne i bogen var af en slags bark, omslaget var af kobber. Og der var kun 21 sider i den. På alle billederne var der slanger. Flamel forstod intet af det, der stod i den, med undtagelse af den sidste side. På den stod der, at bogen var skrevet af jøden Abraham. Han kunne også læse, at bogen skulle indeholde metoden til at fremstille De Vises Sten, som Flamel vidste, at alkymister arbejdede på at finde. Flamel havde godt hørt om alkymisterne og deres arbejde, men han havde aldrig tænkt på selv at forsøge sig som alkymist.
I lang tid undersøgte Flamel bogen, og efterhånden lærte han mere og mere. Men selvom han blev ved med at studere, kunne han ikke finde ud af metoden for skabelsen af De Vises Sten. Men da han havde læst bogen mange gange, havde han regnet ud, at hemmeligheden måtte ligge i billederne. Da han ikke selv kunne tyde dem, tegnede han billederne efter og rejste ud i verden for at finde én, der kunne hjælpe ham med de mystiske billeder. 
I meget lang tid rejste han rundt og ledte efter en person, der kunne tyde billederne, men uden held. På et tidspunkt havnede han i den spanske by León, og her blev han meget syg og måtte søge lægehjælp. Han mødte jødelægen mester Canches (det udtales kansj). Da Flamel stadig var syg, viste han Canches billederne. Canches blev meget forundret, da han så billederne. Han sagde, at bogen, billederne var fra, var en meget kendt bog. Efter at Flamel var blevet rask, rejste han sammen med Canches tilbage til Paris. Her siges det, at Canches blev dødeligt syg. Men lige inden sin død forklarede Canches Flamel alle bogens hemmeligheder.

## Skete det virkelig?
Det fortælles, at Nicolas Flamel den 17. marts år 1382 fik forvandlet ca. 250 g kviksølv til guld. 
Kort efter blev han meget rig og begyndte at købe huse og grunde. Han gav mange penge til de fattige og begyndte at bygge kirker. Dog ville han samtidig skjule sin rigdom. Han og hans kone blev boende i deres gamle hus. De gik i det samme gamle tøj og levede på samme måde som før.
Men det er dette skift, som er grund til, at man siger, at Flamel fandt De Vises Sten.

## Nicolas Flamel i fiktion
Nicolas Flamel-skikkelsen har også medvirket i fiktion. Han har spillet en meget stor rolle i Alkymisten - den udødelige Nicholas Flamels hemmeligheder og også i de andre bøger i den serie. Han har også været nævnt i Harry Potter og De Vises Sten som den, der fremstillede De Vises Sten (De Vises Sten) og medvirker i en mindre rolle i filmen Fantastiske skabninger 2: Grindelwalds forbrydelser. Hans bog optræder også i Jean-Claude Fourniers "Splint & Co."-historie "Guldmageren". Nicolas Flamel er også nævnt i Danielle Trussonis fortælling om engle, Angelopolis. Herudover er han også nævnt i Dan Browns Da Vinci Mysteriet. 